# Drăgești, Vaslui
Drăgești este un sat în comuna Todirești din județul Vaslui, Moldova, România.

## Obiective turistice
- Schitul "Pogorârea Duhului Sfânt" din Drăgești - construită începând din 1999 pe terenul fostului C.A.P. din localitate. Biserica nouă a fost construită în 2002, iar clopotnița în 2005.

## Imagini

Schitul "Pogorârea Duhului Sfânt" din Drăgeşti
Biserica de lemn a Schitului Drăgeşti
Schitul "Pogorârea Duhului Sfânt" din Drăgeşti
Schitul "Pogorârea Duhului Sfânt" din Drăgeşti

 Acest articol despre o localitate din județul Vaslui este deocamdată un ciot. Puteți ajuta Wikipedia prin completarea lui.